# William French Smith
William French Smith, född 26 augusti 1917 i Wilton i New Hampshire, död 29 oktober 1990 i Los Angeles i Kalifornien, var en amerikansk republikansk politiker och jurist.
Smith studerade vid University of California, Los Angeles och vid Harvard Law School.
1946 gick han med i advokatbyrån Gibson, Dunn & Crutcher LLP i Los Angeles.
Han tjänstgjorde som USA:s justitieminister 1981-1985 under president Ronald Reagan.
Smith avled 1990 och hans grav finns på kyrkogården Forest Lawn Memorial Park i Kalifornien. Ross Perot, obunden presidentkandidat i 1992 års presidentval, sade att han gärna skulle ha Smith med i sin kabinett om han blir invald. Då påminde Perots rådgivare att Smith redan var död.